# Attagenus pustulatus
Attagenus pustulatus is een keversoort uit de familie spektorren (Dermestidae). De wetenschappelijke naam van de soort werd in 1815 gepubliceerd door Thunberg.